# Burea, Gabrovo
Burea (în bulgară Буря) este un sat în comuna Sevlievo, regiunea Gabrovo,  Bulgaria. 

## Demografie
Componența etnică a satului Burea
     Bulgari (73,45%)
     Turci (23,45%)
     Nicio identificare (3,09%)
     Altele (0%)
La recensământul din 2011, populația satului Burea era de 226 locuitori. Din punct de vedere etnic, majoritatea locuitorilor (73,45%) erau bulgari, cu o minoritate de turci (23,45%). Pentru 3,09% din locuitori nu este cunoscută apartenența etnică.